# Gamma Boötis
Gamma Boötis (γ Boo) – gwiazda w gwiazdozbiorze Wolarza, będąca podolbrzymem typu widmowego A. Znajduje się około 87 lat świetlnych od Ziemi.

## Nazwa
Gwiazda ta ma nazwę własną Seginus, która wywodzi się od greckiej nazwy gwiazdozbioru, zdeformowanej w przekładzie na język arabski, a następnie ponownie zniekształconej w przekładzie na łacinę. W atlasie Bečvářa pojawia się inna nazwa tej gwiazdy, Haris. Międzynarodowa Unia Astronomiczna w 2016 formalnie zatwierdziła użycie nazwy Seginus dla określenia tej gwiazdy.

## Charakterystyka
Gamma Boötis jest czwartą co do jasności gwiazdą w gwiazdozbiorze Wolarza. Jest to podolbrzym o jasności 34 razy większej niż jasność Słońca. Jest to także gwiazda zmienna typu Delta Scuti, której jasność zmienia się o około 5% w okresie 7 godzin; wykazuje także pulsacje nieradialne o krótszym okresie. Gwiazda ta kończy lub niedawno zakończyła syntezę wodoru w hel w jądrze. Otacza ją niewielki obłok pyłu widoczny w podczerwieni.
Seginus ma optycznego kompana, Gamma Boötis B (12,7m), który nie jest fizycznie związany z gwiazdą. Obserwacje z użyciem interferometrii plamkowej pozwoliły odkryć rzeczywistego towarzysza gwiazdy, odległego na niebie o 0,069″, co odpowiada odległości w przestrzeni ok. 1,8 au. Nic ponadto nie wiadomo o tej gwieździe.